# Mobilità elettrica
La mobilità elettrica è la capacità di particelle cariche (come ioni, elettroni o protoni) di muoversi attraverso un mezzo (gas, solido o liquido solvente) in risposta all'azione di un campo elettrico.
Nel caso degli ioni si parla in particolare di mobilità ionica, mentre nel caso degli elettroni si parla di mobilità elettronica.
La separazione degli ioni in accordo alla loro mobilità elettrica nella fase gassosa è chiamata spettrometria di mobilità ionica (Ion Mobility Spectrometry, o IMS), in fase liquida è invece detta elettroforesi.

## Relazione tra mobilità e velocità di deriva
Quando una particella carica elettricamente si trova in un gas o in un liquido è sottoposta ad un campo elettrico uniforme, verrà accelerata finché non raggiunge una velocità di deriva (drift velocity) costante pari a:
{\displaystyle \langle v\rangle =\mu E}
in cui:
- {\displaystyle \,\langle v\rangle } è la velocità di deriva (m/s);
- {\displaystyle \,E} è l'intensità del campo elettrico (V/m);
- {\displaystyle \,\mu } è la mobilità elettrica (m2/ V·s).

In altre parole, la mobilità elettrica della particella è definita come il rapporto tra la velocità di deriva e l'intensità del campo elettrico:
{\displaystyle \mu ={\frac {\langle v\rangle }{E}}}
La mobilità elettrica è proporzionale alla carica netta della particella. Questa fu la base per la dimostrazione di Robert Millikan che le cariche elettriche sono discretizzate e sono tutte multiple della carica elementare.
La mobilità elettrica delle particelle sferiche che hanno diametro maggiore del cammino libero medio delle molecole del solvente (nel quale sono immerse) è inversamente proporzionale al diametro delle particelle; la mobilità elettrica delle particelle che hanno diametro minore del cammino libero medio delle molecole del solvente è invece inversamente proporzionale al quadrato del loro diametro.

## Velocità di deriva e velocità istantanea
In un materiale sottoposto a campo elettrico, un portatore di carica è soggetto sia all'azione di quest'ultimo sia a interazioni con il mezzo in cui è immerso (ad esempio un solvente).
In un cristallo ad esempio, un elettrone urta costantemente sia contro i difetti dei cristalli della struttura, che contro le vibrazioni indotte in essa dall'agitazione termica del materiale. Per questo motivo la particella è obbligata a percorrere una traiettoria caotica, descritta tipicamente come un moto browniano, ma comunque dotata di una ben precisa componente osservabile (quella rilevata dagli strumenti, e a cui si associa appunto la "velocità media" o "velocità di deriva") che dipende unicamente dal campo elettrico, dalle caratteristiche del materiale e dalle proprietà statistiche degli "ostacoli" (come la temperatura). La mobilità elettrica tiene quindi conto della velocità di deriva anziché della velocità istantanea.

## Mobilità dei differenti tipi di portatori carica
La mobilità dipende tra l'altro dalla tipologia dei portatori di carica. In un mezzo infatti possono essere presenti molti tipi diversi di particelle che contribuiscono alla conduzione elettrica, e ciascuno di essi interagisce con il materiale e con il campo elettrico in maniera caratteristica. Ad esempio, portatori più pesanti risponderanno alla perturbazione con una maggiore inerzia, muovendosi cioè più lentamente. In un cristallo, in cui la massa efficace della particella dipende dalla banda in cui si trova, si riscontreranno quindi differenti parametri di mobilità; il caso tipico è quello di un semiconduttore, nel quale si individuano due coefficienti, uno per gli elettroni e l'altro per le lacune. Un modello semplice, che trascura l'interazione con il cristallo ma considera solamente quella con il campo elettrico e le impurezze, conduce alla seguente espressione della mobilità:
{\displaystyle \,\mu ={\frac {q\tau }{m}}}
dove q è la carica del portatore (1,6×10−19 C nel caso dell'elettrone o della lacuna), {\displaystyle m} la sua massa e {\displaystyle \tau } il tempo libero medio di collisione, ossia il tempo che intercorre in media prima che una particella scelta a caso collida. Questa espressione è valida anche per i plasmi.
Dalla regola di Matthiessen per i tempi di collisione, segue una formula analoga per le mobilità imputabili a cause indipendenti d'urto {\displaystyle A} e {\displaystyle B} (ad esempio, collisioni contro difetti di struttura e vibrazioni termiche)
{\displaystyle \,{\frac {1}{\mu }}={\frac {1}{\mu _{A}}}+{\frac {1}{\mu _{B}}}}

## Mobilità elettrica in fase gassosa
La mobilità elettrica di specie chimiche in fase gassosa è definita come:
{\displaystyle \mu ={\frac {q}{m\,\nu _{m}}}}
in cui:
- {\displaystyle \,q} è la carica della specie chimica
- {\displaystyle \,\nu _{m}} è la frequenza di collisione per il trasferimento della quantità di moto
- {\displaystyle \,m} è la massa della particella.

## Diffusività massica
La corrente elettrica in un materiale deriva non solo dal moto di deriva, ma anche da quello di agitazione termica. In assenza di differenze di temperatura, quest'ultima componente, detta di diffusione, è legata al gradiente di concentrazione attraverso un parametro noto come diffusività di materia {\displaystyle {\mathcal {D}}_{m}}. Se, oltre alle ipotesi semplificative del modello di Drude, si assume anche che il principio di esclusione di Pauli, a cui in generale sono soggetti i portatori microscopici, sia inoperante per l'elevata quantità di stati liberi a disposizione, all'equilibrio termodinamico la statistica che regola la distribuzione in energia delle particelle si riduce a quella di Boltzmann e tra mobilità elettrica e diffusività molecolare si instaura una relazione notevole (detta relazione di Einstein–Smoluchowski):
{\displaystyle \mu ={\frac {q{\mathcal {D}}_{m}}{k\,T}}},
in cui:
- {\displaystyle \,k} è la costante di Boltzmann;
- {\displaystyle \,T} è la temperatura.

Questa è una uguaglianza importante perché, almeno nel limite entro cui può essere considerata valida in condizioni di non equilibrio, consente di dedurre certi dettagli riguardanti la corrente elettrica che scorre nei materiali, principalmente semiconduttori, sollecitati da campi esterni. La quantità {\displaystyle {\frac {k\,T}{q}}}è denominata equivalente in tensione della temperatura, e in un certo senso è l'analogo dell'energia di attivazione nei fenomeni di conduzione elettrica.
La relazione di Einstein è importante anche perché consente di esprimere la diffusività molecolare (rilevante di per sé, soprattutto per quello che riguarda il trasporto in zona neutra) in funzione proprio della mobilità, deducibile per via sperimentale ad esempio da prove di conduzione.
Una relazione strettamente legata a questa è quella di Wiedemann e Franz.

## Mobilità e conducibilità
La conduttività elettrica {\displaystyle \sigma } è un parametro che lega direttamente la densità di corrente al campo elettrico. Dalla definizione di quest'ultima grandezza segue direttamente che {\displaystyle \sigma } è pari a {\displaystyle qn\mu }, dove {\displaystyle n} è la densità dei portatori.

## Importanza nei dispositivi a semiconduttore
In un semiconduttore, la mobilità dipende dalle caratteristiche del materiale, dal tipo di portatore di carica, dalla concentrazione di impurezze (ad esempio, dal drogaggio) e dalla temperatura. Per alto campo inoltre, la relazione di proporzionalità diretta non è più valida e il parametro dipende a sua volta dal campo elettrico; questo fatto dà luogo al cosiddetto fenomeno della saturazione di velocità, particolarmente importante nei dispositivi in cui sono rilevanti le correnti di deriva come i MOSFET.
Intensi studi sono stati condotti al fine di ottenere adeguati modelli descrittivi al riguardo e componenti elettronici con mobilità dei portatori elevata. Si noti infatti che un dispositivo ad alta mobilità conduce correnti maggiori, permettendo di conseguenza una migliore risposta sia in termini di potenza che in termini di velocità.